# Convention d'anime
 (septembre 2014).
- Si vous ne connaissez pas le sujet, laissez ce bandeau (vous pouvez alors contacter les auteurs).
- Si vous supprimez le contenu mis en cause (vous pouvez préalablement contacter les auteurs),

argumentez précisément cette suppression dans la page de discussion
(un manque de référence n'est pas un argument ; une recherche réelle de référence doit avoir été effectuée, être formellement documentée).
 (janvier 2013).
Si vous disposez d'ouvrages ou d'articles de référence ou si vous connaissez des sites web de qualité traitant du thème abordé ici, merci de compléter l'article en donnant les références utiles à sa vérifiabilité et en les liant à la section « Notes et références ».

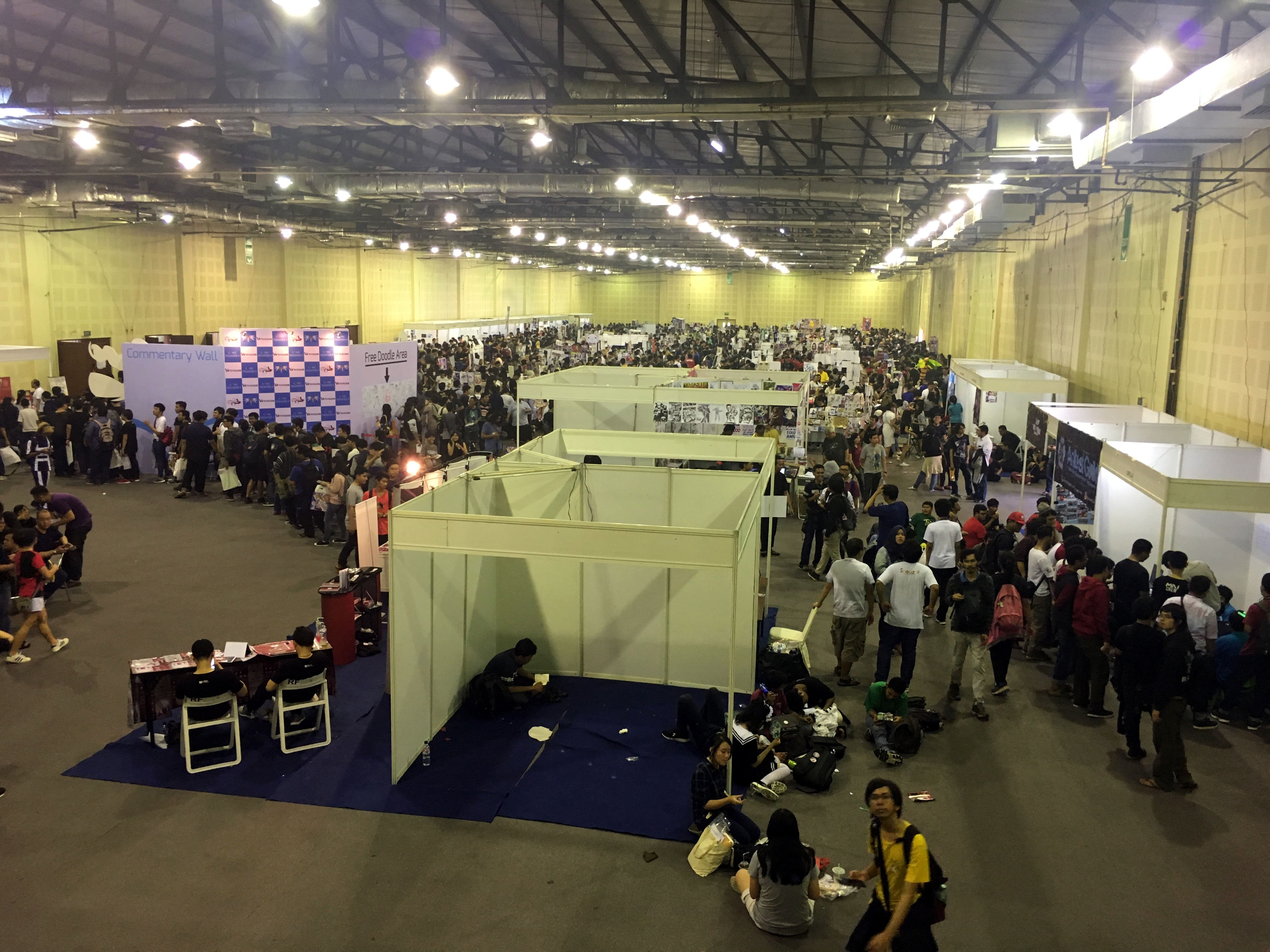
Une convention d'anime à Jakarta en 2017.

Une convention d'anime (aussi appelée convention manga ou convention japanim) est un événement ou un rassemblement principalement porté sur les anime, les mangas et la culture japonaise et asiatique.
En général, une convention d’anime dure plusieurs jours et dispose d'une grande variété d'activités. Elle est aussi fréquemment utilisée par les industries de la culture japonaise (J-pop, distributeurs d’anime, éditeurs de manga...) pour informer des nouveautés les concernant. Aujourd'hui beaucoup de conventions d’anime se généralisent et abordent, à moindre échelle, d'autres domaines de culture qui touchent le même public (science-fiction, fantasy, jeux vidéo (pas uniquement japonais), cinéma...).

## Histoire
L'histoire des conventions d’anime est loin d'être récente. Elle commence en 1975, à Tōkyō, avec le Comiket qui réunira près de 700 personnes, dont principalement des mangaka amateurs appelés dōjinshi. Le Comiket voit aujourd'hui sa fréquentation augmentée de plusieurs centaines de milliers de personnes, démontrant ainsi sa popularité grandissante au Japon.
Aux États-Unis, l'équivalent des conventions d’anime aura surtout donné naissance aux conventions de science-fiction, mais aussi aux conventions multi-genres des années 1980 qui, par extension, aborderont les thèmes de la culture japonaise et asiatique.
Bien que de nombreux festivals populaires du Japon aient été largement diffusés à cette époque, l'Europe et l'Amérique du Nord n'y auront pas d'accès significatif avant la fin des années 1980.
Par la suite, ces conventions s'inspireront largement de leurs consœurs asiatiques en utilisant, par exemple, de grands espaces de rencontres et des hôtels alloués[réf. nécessaire] à l'événement pendant plusieurs jours, ou encore en invitant d'importants représentants de la culture asiatique, etc.
Le début des années 1990 signe le véritable lancement des conventions d’anime en Europe, tout comme en Amérique du Nord et en Australie. D'importantes conventions seront alors créées à cette période, et leur nombre ne cessera d'augmenter jusqu'à aujourd'hui. La participation du public à ces événements est de plus en plus importante, et les conventions se diversifient de plus en plus, accueillant chaque année de nombreuses nouvelles activités, de plus en plus d'invités et de stands.
En France, la première convention proposant des projections d'anime a lieu en mai 1992 à Paris, à l'IDRAC, en parallèle d'une des conventions de l'école qui était traditionnellement consacrée aux jeux de rôles. La première convention entièrement consacrée aux animes est Cartoonist qui se tient à Toulon en 1993. Petit à petit, de nombreuses conventions régionales commencent à faire leur apparition avec une portée plus ou moins nationale, jusqu'à l'apparition de Japan Expo en 2000.

## Activités
Plus la convention est grande, plus il y aura d'activités et de stands. La liste ci-dessous est non exhaustive, mais montre quelques exemples de ce qu'on pourra trouver généralement en convention.
- Stands de vente - Chaque année les stands s'enrichissent de plus en plus de produits dérivés sur l'univers des anime, des mangas, des films ou des jeux vidéo. Ainsi on peut trouver des portefeuilles Death Note, des posters Final Fantasy, des sacs L'Étrange Noël de monsieur Jack, des peluches Hello Kitty, des figurines de comics ou des armes de Bleach, par exemple. Que ce soit de simples accessoires à l'effigie de l'œuvre ou d'un personnage, ou de réels répliques d'éléments tirés de l'œuvre, on peut trouver énormément de choses sur ces stands qui constituent une grosse partie des conventions en général. Les vendeurs viennent souvent d'Asie, mais l'on trouve aussi des représentants de chaînes de magasins françaises.
- Stands de professionnels - Des producteurs de jeux vidéo, par exemple, proposeront sur leurs stands de tester des jeux en avant première, feront de la promotion, vendront leurs propres produits dérivés, organiseront des jeux... Les conventions sont également sponsorisées par plusieurs partenaires, qui possèdent leurs stands en convention et qui organisent souvent des jeux, des loteries, des animations etc.
- Scènes de cosplay - Des nombreux défilés cosplay ont lieu lors de chaque événement, que ce soit en libre (c'est-à-dire sur une scène située au centre de la convention, sans inscription préalable ni concours réel) ou en concours, dans une grande salle et avec une scène prévues à cet effet. Le cosplay est de plus en plus répandu en convention et une grande partie des visiteurs sont souvent eux-mêmes "cosplayés" sans pour autant défiler sur scène. Le cosplay est une attraction importante des conventions d’anime, et sa popularité n'a de cesse d'augmenter avec les années.
- Diffusions de productions amateurs - Plusieurs productions amateurs ont été diffusées par le biais de conventions à une époque où Internet n'existait pas encore, ou n'était pas encore aussi répandu qu'aujourd'hui. C'est notamment le cas de Bitoman - présenté à la convention Camille Sée puis à Cartoonist, et de France Five - présenté à Japan Expo, tous deux réalisés par Alex Pilot.
- Dédicaces - De nombreuses personnalités, soit invités par la convention, soit dépendant de stands de professionnels sont en dédicace à chaque convention. Souvent des dessinateurs, on peut trouver des scénaristes, des musiciens, des réalisateurs, etc.
- Invités - Des conférences ont aussi lieu, des interviews, des news, des promotions, etc.
- Défilés de mode - Des défilés de mode japonaise, que ce soit costumes traditionnels ou des genres plus modernes tels que le gothic lolita, etc.
- Concerts de J-Music
- Karaokés - On trouve de plus en plus en conventions de scènes Karaoké où le public est invité à participer à un Karaoké géant se basant souvent sur des animes récents mais aussi sur les dessins animés cultes de notre enfance.
- Diffusions d’anime - De nombreux écrans ou de petites salles disséminées dans la convention diffusent les premiers épisodes d'anime pour en faire la promotion. Des AMV ou des vidéos amateurs dans le même thème sont aussi projetés dans ces salles.
- Jeux - Des jeux, des loteries, des blind tests en rapport avec la J-culture sont organisés sur plusieurs stands.
- Autre - Des stands de particuliers, d'associations sont aussi présents. Des écoles de mangaka proposent des dessins, des cours d'arts martiaux, des jeux de rôles, des cours d'origami ou de musique traditionnelle, des stands d'Airsoft, des associations de cosplayeurs, des associations de jeux de rôle grandeur nature (GN) ou parfois de reconstitutions historiques, quelquefois l'on trouve sur place des reconstitutions de lieux très connus d’anime cultes, etc.